# نبیل قائدی
نبیل قائدی (انگلیسی: Nebil Caidi؛ زادهٔ ۲۵ سپتامبر ۱۹۸۸) بازیکن فوتبال اهل ایتالیا است.
از باشگاه‌هایی که در آن بازی کرده‌است می‌توان به باشگاه فوتبال چزنا اشاره کرد.